# Quake (herní série)
Quake je série stříleček z pohledu první osoby, které vyvinulo studio id Software a od roku 2010 vydává společnost Bethesda Softworks. Série se skládá ze stejnojmenné hry z roku 1996 a jejích nelineárních, samostatných pokračování, která se liší prostředím a dějem.
Quake vznikl jako nástupce velmi úspěšné série Doom, jejíž první díl vydalo id Software v roce 1993. Nová série stavěla na rychlé hratelnosti, herním enginu a 3D grafice Doomu. Rozšířila také možnosti hry více hráčů jejího předchůdce zavedením online multiplayeru přes internet. To přispělo k popularitě série Quake, jejíž díly se tak staly jedněmi z prvních v oblasti online hraní.

## Hry
| 1996      | Quake                                             |
| 1997      | Quake Mission Pack No. 1: Scourge of Armagon      |
| 1997      | Quake Mission Pack No. 2: Dissolution of Eternity |
| 1997      | Quake II                                          |
| 1998      | Quake II Mission Pack: The Reckoning              |
| 1998      | Quake II Mission Pack: Ground Zero                |
| 1999      | Quake III Arena                                   |
| 2000      | Quake III: Team Arena                             |
| 2001–2004 |                                                   |
| 2005      | Quake 4                                           |
| 2006      |                                                   |
| 2007      | Enemy Territory: Quake Wars                       |
| 2008–2009 |                                                   |
| 2010      | Quake Live                                        |
| 2011–2015 |                                                   |
| 2016      | Quake: Dimension of the Past                      |
| 2017      | Quake Champions                                   |
| 2018–2020 |                                                   |
| 2021      | Quake: Dimension of the Machine                   |

| Název                       | Rok vydání | Platformy | Vývojář        |
| --------------------------- | ---------- | --- | -------------- |
| Quake                       | 1996       | MS-DOS, AmigaOS, Classic Mac OS, Saturn, Nintendo 64, Linux, Microsoft Windows, PlayStation 4, PlayStation 5, Xbox One, Xbox Series X/S, Nintendo Switch | id Software    |
| Quake II                    | 1997       | Microsoft Windows, AmigaOS, Classic Mac OS, Nintendo 64, PlayStation, Linux, Xbox 360, Zeebo                                                             | id Software    |
| Quake III Arena             | 1999       | Microsoft Windows, Linux, Classic Mac OS, macOS, Dreamcast, PlayStation 2, Xbox 360, iOS                                                                 | id Software    |
| Quake 4                     | 2005       | Microsoft Windows, Linux, macOS, Xbox 360 | Raven Software |
| Enemy Territory: Quake Wars | 2007       | Microsoft Windows, Linux, macOS, PlayStation 3, Xbox 360                                                                                                 | Splash Damage  |
| Quake Live                  | 2010       | Microsoft Windows | id Software    |
| Quake Champions             | 2017       | Microsoft Windows | id Software    |

### Původní příběhová linie
Příběh prvotního dílu série se soustředí na postavu hráče, později známého jako „Ranger“ ve hře Quake III Arena, který cestuje napříč alternativními dimenzemi, aby zastavil nepřítele přezdívaného „Quake“. Hra se odehrává v lovecraftovském prostředí s tematikou temného fantasy, pseudostředověku a science fiction.
- Quake (1996)
  - Quake Mission Pack No. 1: Scourge of Armagon (1997)
  - Quake Mission Pack No. 2: Dissolution of Eternity (1997)
  - Quake: Dimension of the Past (2016; chronologicky se odehrává mezi hrou Quake a jejími dvěma rozšířeními)
  - Quake: Dimension of the Machine (2021)

### Příběh hryQuake II
Série se přesunula k žánru science fiction; hra Quake II a její pokračování popisují válku mezi lidstvem a kybernetickou mimozemskou rasou známou jako Stroggové.
- Quake II (1997)
  - Quake II Mission Pack: The Reckoning (1998)
  - Quake II Mission Pack: Ground Zero (1998)
- Quake 4 (2005)
- Enemy Territory: Quake Wars (2007; spin-off série a nástupce hry Wolfenstein: Enemy Territory, jenž je zasazen před událostmi hry Quake II)

### SérieArena
Quake III Arena a její nástupci se zaměřují spíše na kompetitivní multiplayer než na hru jednoho hráče. V těchto hrách se neklade důraz na prostředí prvních dvou dílů, zachovala se však kontinuita s nimi; hry se také zkřížily s franšízou Doom. Zejména titul Quake Champions je silně ovlivněn mytologií původní hry.
- Quake III Arena (1999)
  - Quake III: Team Arena (2000)
  - Quake Live (2010; aktualizovaná verze hry Quake III Arena, která byla spuštěna v modelu free-to-play na webovém prohlížeči)
- Quake Champions (2017)

## Přijetí
Od svého prvního dílu získala série převážně kladné recenze. Hry Quake, Quake II, a Quake III Arena jsou různými herními novináři a časopisy považovány za jedny z nejlepších videoher všech dob.